# دیورکائف رئاسکو
دیورکائف رئاسکو (اسپانیایی: Djorkaeff Reasco‎؛ زادهٔ ۱۸ ژانویهٔ ۱۹۹۹) بازیکن فوتبال اهل اکوادور است.
از باشگاه‌هایی که در آن بازی کرده‌است می‌توان به باشگاه فوتبال ال‌دی‌یو کیتو اشاره کرد.
وی همچنین در تیم ملی فوتبال اکوادور بازی کرده‌است.